# Zoraida di Granata
Zoraida di Granata è un'opera seria in due atti composta da Gaetano Donizetti su libretto di Bartolomeo Merelli. Fu rappresentata per la prima volta il 28 gennaio 1822 al Teatro Argentina di Roma. L'opera riscosse un grande trionfo e diede una svolta alla carriera del musicista.
Donizetti ne scrisse successivamente una nuova versione, su libretto rivisitato da Jacopo Ferretti. Questa seconda versione andò in scena per la prima volta il 7 gennaio 1824 nello stesso teatro romano ed il 30 settembre 1825 al Teatro Nacional de São Carlos di Lisbona.

## Genesi
Nella primavera del 1821 Giovanni Paterni, impresario del Teatro Argentina di Roma,  commissionò a Donizetti una nuova opera. Il compositore a sua volta chiese al librettista Bartolomeo Merelli di scriverne il libretto. La scelta del soggetto deriva da un romanzo poetico di Jean-Pierre Claris de Florian, Gonzalve de Cordoue, ou Grenade reconquise e dal libretto di Luigi Romanelli per l'opera Abenamet e Zoraide di Giuseppe Nicolini. Questo soggetto era già stato ampiamente utilizzato in passato, come appunto nell'opera di Nicolini nel 1805 e anche per Les Abencérages, ou L'Étendard de Grenade di Luigi Cherubini nel 1813. Venne inoltre utilizzato quasi in contemporanea anche da Giacomo Meyerbeer per la sua opera L'esule di Granata, rappresentata nello stesso anno della Zoraida di Granata, cioè il 1822, al Teatro alla Scala di Milano.
Alla composizione di Donizetti per l'apertura della stagione teatrale ne venne preferita una di Giovanni Pacini, il Cesare in Egitto. Ma le rappresentazioni di quest'opera si interruppero bruscamente a metà gennaio 1822 per un tragico incidente: il secondo tenore Amerigo Sbigoli fu colpito da un aneurisma e morì pochi giorni dopo. Questi doveva interpretare anche nella Zoraida il ruolo del tenore Abenamet e il teatro si trovò senza validi sostituti, costringendo così Donizetti a riscrivere in pochi giorni la parte per adattarla al registro di contralto. Fu anche costretto a tagliarne alcune parti.
La prima rappresentazione beneficiò comunque di due cantanti molto famosi all'epoca: Maria Ester Mombelli che interpretò il ruolo di Zoraida e Domenico Donzelli quello di Almuzir. L'opera riscosse un gran successo.
Alla fine dello stesso anno Donizetti stipulò un nuovo contratto con Paterni, l'impresario teatrale, per una revisione della Zoraida su libretto rimaneggiato da Jacopo Ferretti. Questa seconda versione, andata in scena il 7 gennaio 1824, riscosse però minor entusiasmo da parte del pubblico, probabilmente più per la ricerca di novità da parte di quest'ultimo che non per la composizione in sé.
Nelle Notizie del giorno del 15 gennaio 1824 il critico musicale parlava infatti di "conseguenza naturale di riproduzione di sensazioni non nuove" oppure di "effettivo scolorimento di qualche pezzo che ha soggiaciuto ad inevitabili cambiamenti, onde fosse eseguibile da voci di diversa natura".
La prima rappresentazione in tempi moderni della prima versione avviene al Wexford Festival Opera nel 2023 in una coproduzione con il Donizetti Opera festival di Bergamo, che l'anno successivo ospita la prima rappresentazione in tempi moderni della seconda versione al Teatro Sociale.

## Cast della prima assoluta
| Personaggio | Interprete (1822)    | Interprete (1824)  |
| ----------- | -------------------- | ------------------ |
| Almuzir     | Domenico Donzelli    | Domenico Donzelli  |
| Almanzor    | Gaetano Rambaldi     | Giacomo Galassi    |
| Zoraida     | Maria Ester Mombelli | Luigia Boccabadati |
| Abenamet    | Adelaide Mazzanti    | Rosmunda Pisaroni  |
| Ines        | Gaetana Corini       | Rosalinda Ferri    |
| Alj Zegri   | Alberto Torri        | Domenico Patriozzi |

## Trama
L'azione si svolge nel 1480 in Granada (Spagna).
Almuzir ha ucciso il re di Granada e usurpato il suo trono. Per affermare la sua posizione cerca di sposare la figlia del re, Zoraida. Ma lei ama Abenamet, capo degli Abenceragi. Per sbarazzarsi del rivale Almuzir lo nomina al comando dell'armata che dovrà combattere gli spagnoli. Quando Abenamet ritorna, seppur vincitore, senza lo stendardo della città perso con l'inganno, viene fatto arrestare per tradimento. Zoraida si rassegna a sposare il re Almuzir per salvare Abenamet ma nella notte seguente viene scoperta insieme al suo amato dal capo delle guardie Alj Zegri. Solo se qualche valoroso combatterà per lei non verrà arsa sul rogo. Abenamet si batte allora in duello con Alj Zegri e vincendolo lo costringe a confessare la perfida trama ordita da Almuzir. La folla invoca allora la morte per il re ma Abenamet lo perdona e questi, pentito, benedice l'unione dei due amanti.

## Struttura musicale

### Versione del 1822
- Sinfonia

#### Atto I
- N. 1 - Introduzione e Cavatina di Almuzir Ah! patria un di sì forte!... - Pieghi la fronte audace (Coro, Almuzir)
- N. 2 - Coro e Cavatina di Zoraida Vieni, ah vieni, o del sol più bella - Ah! cessate... al mio dolore (Coro, Zoraida)
- N. 3 - Duetto fra Zoraida ed Almuzir A rispettarmi impara
- N. 4 - Cavatina di Abenamet Pace, tormenti atroci! - Zoraida... in van ti chiamo - Piangere, amar, nulla sperar
- N. 5 - Quartetto Tanto propormi ardisci? (Abenamet, Almuzir, Zoraida, Coro, Alj)
- N. 6 - Aria di Ines Del destin la tirannia
- N. 7 - Finale I Come volando il folgore (Coro, Zoraida, Ines, Almanzor, Abenamet, Almanzor, Alj)

#### Atto II
- N. 8 - Aria di Abenamet Questo dunque è il mio brando - D'un fato spietato - Dove sperar più fede
- N. 9 - Aria di Zoraida Ah dolci a un core amante - Rose, che un dì spiegaste
- N.10 - Terzetto fra Zoraide, Abenamet e Almuzir T'amo, sì, t'amai costante - Fuggi pur, tu fuggi invano
- N. 11 - Coro e Aria di Almuzir Tetro dì. Di feral, sepolcral - Amarla tanto! E perderla! (Coro, Almuzir)
- N. 12 - Coro e Aria Finale di Zoraida Nel fior degl'anni tuoi - Se non piango, o Dèi clementi (Coro, Alj, Almuzir, Zoraide, Ines, Abenamet, Almanzor))

### Versione del 1824
- Sinfonia

#### Atto I
- N. 1 - Introduzione e Cavatina di Almuzir Ah! patria un di sì forte!... - Pieghi la fronte audace (Coro, Almuzir)
- N. 2 - Coro e Cavatina di Zoraida Vieni, ah vieni, o del sol più bella - Speme d'un raggio amico (Coro, Zoraida)
- N. 3 - Duetto fra Zoraida ed Almuzir A rispettarmi impara
- N. 4 - Coro e Cavatina di Abenamet Tremendo, ed infallibile - Era mia... m'amò... l'amai... (Coro, Abenamet)
- N. 5 - Quartetto Tanto propormi ardisci? (Abenamet, Almuzir, Zoraida, Coro, Alj)
- N. 6 - Aria di Ines Del destin la tirannia
- N. 7 - Finale I Inni al forte guerriero invincibile (Coro, Zoraida, Abenamet, Almuzir, Almanzor, Alj, Ines)

#### Atto II
- N. 8 - Coro e Aria di Alj Fior d'ogni bella - Sì vi tradì la sorte (Coro, Almanzor, Alj)
- N. 9 - Duetto fra Almuzir e Abenamet Là nel tempio, innanzi al nume
- N. 10 - Aria di Zoraida Ah! dolci a un core amante - Rose, che un dì spiegaste
- N. 11 - Terzetto fra Abenamet, Zoraida e Almuzir Ah no. Se tu non parti - Fuggi pur; tu fuggi invano
- N. 12 - Coro e Aria di Almuzir Tetro dì. Di feral, sepolcral - Amarla tanto! E perderla! (Coro, Almuzir)
- N. 13 - Coro e Aria Finale di Abenamet Nel fior degl'anni tuoi - Quando un'alma generosa (Coro, Abenamet, Zoraida, Ines, Almuzir)

## Discografia

### Versione 1822
| Anno | Cast (Almuzir, Zoraida, Abenamet, Alj, Ines, Almanzor)                                               | Direttore, Orchestra e Coro                        | Etichetta                        |
| ---- | --- | -------------------------------------------------- | -------------------------------- |
| 1999 | Bruce Ford, Majella Cullagh, Paul Austin Kelly Matthew Hargreaves Cristina Pastorello Dominic Natoli | David Parry, Academy of Saint Martin in the Fields | Audio CD: Opera Rara Cat: ORC 17 |

### Versione 1824
L'edizione Opera Rara contiene anche sei pezzi di questa versione, in cui il personaggio di Abenamet è interpretato da Diana Montague.